# Cybianthus quelchii
Cybianthus quelchii là một loài thực vật có hoa trong họ Anh thảo. Loài này được (N.E.Br.) G.Agostini mô tả khoa học đầu tiên năm 1976.